# Poble de les bòries

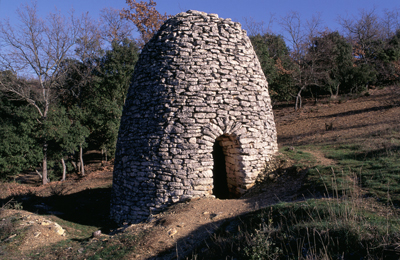
Una bòria

El poble de les bòries està situat a poca distància de Gordes, al departament de Valclusa i la regió Provença-Alps-Costa Blava.
Les bòries són antigues cases fetes de lloses de calcària amb uns murs de fins a 1,5 m i amb sostre en forma de volta. Daten de l'any 3200 aC i foren reconstruïdes periòdicament fins al segle xix, quan van ser abandonades definitivament.
Ofereix un testimoni de l'estil de vida a la Provença, des dels temps antics fins als nostres dies, amb trenta cabanes de pedra seca coronades per una volta i restaurades durant deu anys de treball. Reflecteixen l'harmonia amb els elements naturals, dels quals emanen amb un caràcter auster.
El poble de les bòries, únic en el seu gènere, es compon de set grups de cabanes tenint cadascun una funció ben precisa. Es reconeixen els habitatges, els estables, els pallers, els graners, els forns, els galliners. L'existència d'aquest poble prova, que fora d'una utilització intermitent de la bòria, com a habitatge provisional per exemple o amb finalitats pastorals o agrícoles, es podia igualment trobar una organització social i econòmica construïda al voltant d'aquests hàbitats en els temps antics.